# Іст-Гілл-Меридіан (Вашингтон)
Іст-Гілл-Меридіан (англ. East Hill-Meridian) — переписна місцевість (CDP) в США, в окрузі Кінг штату Вашингтон. Населення — 29 878 осіб (2010).

## Географія
Іст-Гілл-Меридіан розташований за координатами 47°24′33″ пн. ш. 122°10′21″ зх. д. / 47.40917° пн. ш. 122.17250° зх. д. (47.409289, -122.172499).  За даними Бюро перепису населення США в 2010 році переписна місцевість мала площу 21,16 км², з яких 20,78 км² — суходіл та 0,38 км² — водойми.

## Демографія
Згідно з переписом 2010 року, у переписній місцевості мешкало 29 878 осіб у 9818 домогосподарствах у складі 7677 родин. Густота населення становила 1412 особи/км².  Було 10252 помешкання (484/км²).
Расовий склад населення:
| - 57,0 % — білих - 23,5 % — азіатів - 7,8 % — чорних або афроамериканців - 1,4 % — вихідців з тихоокеанських островів - 0,6 % — корінних американців - 4,3 % — осіб інших рас |

До двох чи більше рас належало 5,5 %. Частка іспаномовних становила 9,0 % від усіх жителів.
За віковим діапазоном населення розподілялося таким чином: 25,8 % — особи молодші 18 років, 64,6 % — особи у віці 18—64 років, 9,6 % — особи у віці 65 років та старші. Медіана віку мешканця становила 37,2 року. На 100 осіб жіночої статі у переписній місцевості припадало 98,5 чоловіків;  на 100 жінок у віці від 18 років та старших — 96,1 чоловіків також старших 18 років.